# Miguel Gullander
Miguel Gullander, född 1975, död 11 mars 2024 i Luanda, Angola, var en svensk-portugisisk författare. Han lämnade Sverige för att arbeta i Afrika 2001, och har varit lärare i portugisiska i Fogo och Maputo. Han var bosatt i Benguela, Angola, där han arbetade på universitetet Agostinho Neto.
Gullander debuterade 2005 med romanen Balada do Marinheiro-de-Estrada och följde upp 2009 upp med Perdido de Volta. Han har tidigare översatt vikingasagor från svenska till portugisiska, och zenpoesi från engelska.